# Fattet ḥummuṣ
El fattet ḥummuṣ (en árabe: فتة حمص‎) es un plato vegetariano típico de la cocina levantina, que consiste en garbanzos cocidos y combinados con yogur, tahín, pan y varios condimentos. Se considera un desayuno contundente y típico de los jornaleros y trabajadores de Siria, Jordania, El Líbano y Palestina. Forma de la familia de platos denominada fatte, que constituyen una forma de aprovechar el pan viejo que ya medio endureció. El pan usado es el pan plano árabe (jubz en árabe), un tipo de pan plano que cuando endurece se corta en tiras o se desmenuza con las manos y estos retales de pan se incluyen directamente en el plato de fattet ḥummuṣ o bien se hornean o bien se fríen previamente en aceite de oliva. El pan se intercala con el resto de ingredientes formando capas. Ḥummus es el nombre árabe para el garbanzo (no confundir con el Ḥummuṣ biṭ-ṭaḥine, que frecuentemente se abrevia como ḥummuṣ).
Los condimentos qué son usados típicamente son los ajos picados y jugo de limón, mezclados con el yogur y el tahine para formar la salsa, y por encima se le agregan comino, zumaque (summāq), pimentón dulce (paprika), menta o perejil, frutos secos como piñones o almendras y hasta granos de granada.

## Variantes
- Fattet ḥummuṣ de Damasco, es una receta en la que los garbanzos molidos se mezcla bien con leche, y a veces se pueden agregar manitas de oveja (الكوارع) o carnes fritas o cocidas. Se derrite un poco de mantequilla gui (samne) y se hecha por encima como condimento final.
- Fattet ḥummuṣ de Palestina, es la más popular pues es la que incluye tahina (tahini). No incluye ni carne ni la mantequilla gui.
- Tasquíe de El Líbano (تسقية), es la variedad más sencilla, que consiste en mezclar tiras de pan con nueces, garbanzos cocidos y yogur.

Otros platos de la familia de fattes son el fattet bātenŷān (فتة باذنجان), sustituyendo los garbanzos por berenjena, fattet dŷāŷ (فتة دجاج), es decir, de pollo, o el fattuš (فتوش), una popular ensalada en la que el pan frito se mezcla con pepino, tomate, melaza de granada y otros ingredientes.